# Stadio Bou Kornine
Lo Stadio Bou Kornine è uno stadio polifunzionale di Hammam-Lif, in Tunisia. Attualmente è utilizzato dal club calcistico dell'Hammam Lif.